# 토아스
토아스(그리스어: Θώας)는 그리스 신화에 나오는 인물로 안드라이몬의 아들이다. 그는 헬레네의 구혼자 중의 한 사람으로 서약에 의해 트로이아 전쟁에서 그리스 연합군의 일원으로 참여했다.
토아스는 트로이아 원정에서 칼리돈 부대의 지휘자였는데 칼리돈의 오이네우스왕과 그의 아들 멜레아그로스가 모두 죽었기 때문에 토아스가 전권을 위임받았고 아이톨리아군의 흑선 40척을 이끌고 참여했다. 그는 헥토르와 일 대일 싸움을 자청하는 9명의 그리스 용사 중에 한 사람이었다.
전투 중에 포세이돈은 토아스로 변신하여 이도메네우스를 독려하여 헥토르를 막게 하였다. 나중에 헥토르가 그리스 군의 함대까지 밀고 들어왔을 때 토아스는 그리스 군의 철수를 주장하기도 했는데 그리스 군 몇몇은 이에 따라 도주했다.
토아스는 나중에 트로이 목마에 숨어 트로이아로 침투하였던 40명의 용사들 중의 한 사람으로 기록된다.